# Violette – giftmörderskan
Violette - giftmörderskan (franska: Violette Nozière) är en fransk-kanadensisk dramafilm från 1978 i regi av Claude Chabrol.
Filmen är baserad på Jean-Marie Fitères roman Violette Nozière.

## Rollista i urval
- Isabelle Huppert - Violette Nozière
- Stéphane Audran - Germaine Nozière
- Jean Carmet - Baptiste Nozière
- Lisa Langlois - Maddy
- Jean-François Garreaud - Jean Dabin
- Dora Doll - Mme. Mayeul
- François Maistre - M. Mayeul
- Bernadette Lafont - Violettes medfånge
- Mario David - fängelsedirektören
- Jean-Pierre Coffe - Dr. Déron
- Dominique Zardi - servitör